# Ádjit
Ádjit est une montagne située sur la commune de Storfjord, dans le comté de Troms, dans le Nord de la Norvège. Elle culmine à 1 408 m d'altitude. La montagne est longée à l'ouest par la vallée de Skibotndalen.